# Малік Раджа Ахмад
Малік Раджа Ахмад (урду ملک راجہ; д/н — 1399) — малік Хандешу у 1382—1399 роках.

## Життєпис
Походив зі знатного деканського роду. В подальшому, що мати обґрунтування монархічних зазіхань оголосив себе нащадком халіфа Умара аль-Фарука, тому увесь рід став називатися Фарукі. Син Ходжа Джахана, що оібймав посади при уряді бахмандіського султана Бахман-шах. Сам Раджа Ахмад був візиром султана Мухаммад-шаха I. 165 року долучився до змови Бахман-хана, небожа султана, з метою захоплення влади. Коли змова провалилася Раджа Ахмад втік до Делі, де від тамтешнього султана Фіроз Шаха Туґхлака за військові звитяги 1370 року отримав ікту місто Каланда з навколишніми землями.
Він змусив свого сусіда раджу Баглани платити данину, належну Делі. На знак вдячності султан призначив його сіпасаларом (намісником) регіону з центром у Талнері. У 1382 році змусив підкоритися держави гондів Гарха і Деогарх, але здолати Чандрапур не вдалося.
Послаблення Делійського султанату після смерті у 1388 році Фіроз Шаха Туґхлака дозволило Раджи Ахмаду прийняти титул маліка та стати незалежним, лише номінально визнавав владу Делі. 1393 року спільно з Аділ Ханом, еміром Асір-Бурханпура, напав на Гуджарат, захопивши важливі міста Султанпур і Нандурбар, але малік Музаффар-хан відбив напад, після чого взяв в облогу Маліка Раджу Ахмада, який вимушений був погодитися на статус-кво.
Помер 19 або 28 квітня 1399 року. Наступником став його син Насір-хан.